# Commission des droits d'auteur des journalistes
La Commission des droits d'auteur des journalistes (CDAJ), qui réunit les syndicats de journalistes et les patrons des médias, sous le régime du paritarisme, a pour mission d'aider les partenaires sociaux à trouver une issue lorsque les négociations sur les droits d'auteur échouent dans une entreprise, en s'appuyant sur les accords signés dans les autres entreprises de presse comparables.

## Statut légal
La CDAJ a été créée par la loi du 12 juin 2009, dite loi Hadopi, qui a institué l’article  L. 132-44 du code de la propriété intellectuelle.
C'est l'une des cinq grandes commissions qui encadrent la profession du journalisme, en vertu du paritarisme et de lois spécifiques. Les quatre autres sont : 
- la Commission arbitrale ;
- la Commission de la carte d'identité des journalistes professionnels ;
- la Commission paritaire des journalistes rémunérés à la pige ;
- la Commission paritaire nationale de l'emploi des journalistes.

La CDAJ a pour mission d'aider les journalistes à valoriser leurs œuvres dans d'autres publications que la leur, et sur Internet, par des rémunérations devant faire l’objet d’accords d’entreprise ou de branche, selon la loi Hadopi.

## Les attributions et le fonctionnement de la Commission
Le rôle de la Commission est défini par le septième paragraphe de l'article L 132-44 du code de la propriété intellectuelle: elle "recherche avec les parties une solution de compromis afin de parvenir à un accord. Elle s'appuie, à cet effet, sur les accords existants pertinents au regard de la forme de presse considérée".
Pour chaque dossier, deux rapporteurs sont désignés: un employeur et un salarié. Leur rôle se limite à "rechercher avec les parties une solution de compromis afin de parvenir à un accord, en s’appuyant, à cet effet, sur les accords existants pertinents au regard de la forme de presse considérée". Chaque membre de la commission est destinataire "au moins quinze jours avant la séance, du ou des avis des rapporteurs".

## Qui siège à la Commission?
La CDAJ est composée de manière paritaire: autant de représentants des employeurs que des salariés. Un magistrat départiteur est chargé de la présider. Son premier président, installé en 2011, est Hervé Gosselin, magistrat à la Cour de cassation. Isabelle Terrier-Mareuil lui a succédé en 2013.Depuis la mi-2014, Alexandre Linden,Conseiller honoraire à la Cour de Cassation et membre de la CNIL, a été installé en tant que nouveau président.
Les syndicats d'employeurs de toutes les formes de presse sont représentés de même que les syndicats de journalistes représentatifs, parmi lesquels le SNJ, le SNJ-CGT, l'Union syndicale des journalistes CFDT, la CFTC et  la CGC, et FO.

## Qui peut la saisir?
Si la négociation n’a pas eu lieu, ou si elle n’a pas permis de parvenir à un accord d’entreprise, la commission peut être saisie pour rechercher une solution de compromis. Peuvent saisir la CDAJ:
- l’employeur
- les délégués syndicaux de l'entreprise
- ou, à défaut, les institutions représentatives du personnel
- ou, à défaut, les journalistes mandatés par un syndicat de journalistes professionnels
- ou à défaut, tout journaliste collaborant de manière régulière à l’entreprise

La commission dispose d’un délai de deux mois pour rendre sa décision, qui est exécutoire. Si un accord d’entreprise est ensuite conclu, il se substitue au compromis recherché par la commission.

## Les premières saisines
- En 2012, la CDAJ étudie son premier dossier: la saisine de La Dépêche du Midi est finalement déboutée et l'entreprise renvoyée à la négociation[6].

- En février 2013, saisie par le SNJ du quotidien régional Le Progrès, la commission a fixé les bases d’une rémunération à un minimum de 620 euros, principalement pour une cession automatique sur le périmètre du titre (Cercle 2), élargi à la marge aux articles parus dans cinq éditions locales frontalières (sur la marge nord-est) du Dauphiné libéré, du Bien Public et du Journal de Saône-et-Loire[7], soit une modeste part de cercle 3. Cette décision s'inspire d'un accord d'entreprise signé dans un autre quotidien du même groupe, qui accordait 620 € (montant de la part fixe) à 750 euros (montant incluant le maximum de la part variable)[8]. À la suite de cette décision, Le Progrès signe avec les syndicats un accord sur le même montant.

- En février 2014, saisie par la CFDT du Républicain lorrain, la CDAJ a fixé les bases d’une rémunération à un minimum de 620 euros, en échange de la réutilisation à l'intérieur du titre de presse, au-delà de la période de référence d'une journée (Cercle 2).

## Les trois cercles du droits d'auteur
Le Code de la propriété intellectuelle (CPI) définit 3 catégories pour la rémunération de l’œuvre d'un journaliste, sous forme de trois cercles concentriques, selon que l'œuvre est utilisée pendant ou après la première publication, et à l'intérieur ou à l'extérieur du titre de la première publication. Le troisième cercle inclut deux sous-catégories, selon que l'œuvre est réutilisée dans un titre appartenant à la même « famille cohérente de presse » ou non :
- Le cercle 1 (article L 132-37 du CPI): pour une première utilisation de ses articles dans le titre de presse et sa période de référence (une journée pour un quotidien, une semaine pour un hebdomadaire, un mois pour un mensuel), le journaliste reçoit déjà un salaire ou une pige. Il ne peut prétendre en plus à des droits d'auteur.
- Le cercle 2 (article L 132-38 du CPI): pour une réutilisation dans le même titre de presse, au-delà de la période de référence (par exemple un article laissé sur Internet, réutilisé dans un supplément, ou toute déclinaison du titre[9]), le journaliste peut exiger des droits d'auteur. L'événement déclencheur n’est pas le basculement d’un support vers un autre, mais le passage du temps [10] Il faut dans ce cas un accord collectif, même si le journaliste a donné un accord individuel.
- Le cercle 3 (article L 132-39 et L 132-40 du CPI): pour la réutilisation hors du titre de presse, le journaliste peut exiger des droits d'auteur. Deux sous-catégories peuvent être distinguées:
  - Le cercle 3-A (article L 132-39 du CPI)[11]: pour un autre titre d'une même "famille cohérente de presse", à condition que la CDAJ reconnaisse l'existence de cette "famille cohérente de presse". Il faut dans ce cas un accord collectif.
  - Le cercle 3-B (article L 132-40 du CPI): pour un autre titre. Il faut dans ce cas un accord collectif ou bien l'accord individuel du journaliste, même si un déséquilibre qui peut exister, au moment de la négociation, entre l’éditeur et un journaliste isolé, par exemple un pigiste[11].

Ces trois cercles ont été définis par les partenaires sociaux lors des États généraux de la presse écrite de l'automne 2008. La notion de « famille cohérente de presse » a été introduite plus tard, lors d'un amendement parlementaire de dernière minute à la loi du 12 juin 2009, proposé par le député Christian Kert (UMP).